# Мілл-Веллі (Каліфорнія)
Мілл-Веллі (англ. Mill Valley) — місто (англ. city) в США, в окрузі Марін штату Каліфорнія. Населення — 14 231 особа (2020).

## Географія
Мілл-Веллі розташований за координатами 37°54′30″ пн. ш. 122°32′32″ зх. д. / 37.90833° пн. ш. 122.54222° зх. д. (37.908370, -122.542089). За даними Бюро перепису населення США в 2010 році місто мало площу 12,55 км², з яких 12,34 км² — суходіл та 0,22 км² — водойми.

### Клімат
| Клімат : Мілл-Веллі                                                       | Клімат : Мілл-Веллі | Клімат : Мілл-Веллі | Клімат : Мілл-Веллі | Клімат : Мілл-Веллі | Клімат : Мілл-Веллі | Клімат : Мілл-Веллі | Клімат : Мілл-Веллі | Клімат : Мілл-Веллі | Клімат : Мілл-Веллі | Клімат : Мілл-Веллі | Клімат : Мілл-Веллі | Клімат : Мілл-Веллі | Клімат : Мілл-Веллі |
| Показник                                                                  | Січ.                | Лют.                | Бер.                | Квіт.               | Трав.               | Черв.               | Лип.                | Серп.               | Вер.                | Жовт.               | Лист.               | Груд.               | Рік                 |
| Абсолютний максимум, °C                                                   | 26,1                | 26,1                | 30,6                | 35,6                | 38,9                | 43,3                | 43,9                | 41,1                | 41,1                | 38,3                | 30,6                | 25,0                | 43,9                |
| Середній максимум, °C                                                     | 13,3                | 16,1                | 18,3                | 21,7                | 24,4                | 27,8                | 29,4                | 28,9                | 27,8                | 23,9                | 17,2                | 13,3                | 21,7                |
| Середній мінімум, °C                                                      | 5,0                 | 6,1                 | 6,7                 | 7,8                 | 9,4                 | 11,1                | 11,7                | 12,2                | 11,7                | 10,0                | 7,2                 | 5,0                 | 8,9                 |
| Абсолютний мінімум, °C                                                    | −6,7                | −6,1                | −2,8                | −0,6                | −5                  | 3,9                 | 5,0                 | 4,4                 | 2,8                 | −1,1                | −3,3                | −7,8                | −7,8                |
| ------------------------------------------------------------------------- | ------------------- | ------------------- | ------------------- | ------------------- | ------------------- | ------------------- | ------------------- | ------------------- | ------------------- | ------------------- | ------------------- | ------------------- | ------------------- |
| Джерело: http://www.weather.com/weather/wxclimatology/monthly/graph/94941 |                     |                     |                     |                     |                     |                     |                     |                     |                     |                     |                     |                     |                     |

## Демографія
Згідно з переписом 2010 року, у місті мешкали 13 903 особи в 6084 домогосподарствах у складі 3627 родин. Густота населення становила 1107 осіб/км². Було 6534 помешкання (520/км²).
Расовий склад населення:
| - 88,8 % — білих - 5,4 % — азіатів - 0,8 % — чорних або афроамериканців - 0,2 % — корінних американців - 0,1 % — вихідців з тихоокеанських островів - 1,1 % — осіб інших рас |

До двох чи більше рас належало 3,6 %. Частка іспаномовних становила 4,5 % від усіх жителів.
За віковим діапазоном населення розподілялося таким чином: 23,7 % — особи молодші 18 років, 57,4 % — особи у віці 18—64 років, 18,9 % — особи у віці 65 років та старші. Медіана віку мешканця становила 46,6 року. На 100 осіб жіночої статі у місті припадало 85,3 чоловіків; на 100 жінок у віці від 18 років та старших — 80,8 чоловіків також старших 18 років.
Середній дохід на одне домашнє господарство становив 226 624 долари США (медіана — 143 005), а середній дохід на одну сім'ю — 266 290 доларів (медіана — 174 176). Медіана доходів становила 159 234 долари для чоловіків та 103 107 доларів для жінок. За межею бідності перебувало 3,3 % осіб, у тому числі 2,6 % дітей у віці до 18 років та 3,1 % осіб у віці 65 років та старших.
Цивільне працевлаштоване населення становило 6776 осіб. Основні галузі зайнятості: науковці, спеціалісти, менеджери — 24,9 %, освіта, охорона здоров'я та соціальна допомога — 19,3 %, фінанси, страхування та нерухомість — 14,1 %, роздрібна торгівля — 9,8 %.

## Персоналії
- Ів Арден (1908—1990) — американська акторка.